# Deutsch-Polnische Juristen-Vereinigung
Die Deutsch-Polnische Juristen-Vereinigung e.V. (DPJV; polnisch Niemiecko-Polskie Stowarzyszenie Prawników) wurde im Jahr 1990 mit Sitz in Berlin gegründet und ist eine bilaterale Juristenvereinigung.
Zu den Zielen des Vereins zählt vor allem die Vermittlung von Kenntnissen über das polnische, deutsche und europäische Recht. Zudem bietet sie ein Forum der Begegnung deutscher und polnischer Juristen, um den Erfahrungsaustausch und das Knüpfen von beruflichen und privaten Kontakten zu fördern. Die DPJV organisiert regelmäßig deutsch-polnische juristische Fachtagungen und bietet darüber hinaus einen deutsch-polnischen Praktikumsaustausch mit Ausbildungsmöglichkeiten für junge Anwälte oder Referendare, eine Jobbörse und eine Spezialistenkartei.

## Projekte
Der Verein hat seit ihrer Gründung schon mehrere langfristige deutsch-polnische rechtswissenschaftliche Projekte ins Leben gerufen. Dazu zählt unter anderem die Initiierung von Schulen des deutschen Rechts an polnischen Hochschulen sowie Schulen des polnischen Rechts an deutschen Hochschulen sowie die Errichtung einer zentralen deutsch-polnischen Gesetzesdatenbank de-iure-pl mit einem juristischen Wörterbuch, die frei zugänglich ist.

## Tätigkeit
Die DPJV vermittelt zusätzlich erfolgreich Studienpraktikanten und Referendare von Deutschland nach Polen und von Polen nach Deutschland. Aufnehmende Einrichtungen sind vor allem Rechtsanwaltskanzleien, aber auch Unternehmen, Banken und Behörden. Zudem führt die DPJV eine Spezialistenkartei betreffend den deutsch-polnischen Rechtsverkehr.

## Deutsch-Polnische Juristen-Zeitschrift
Der Verein ist seit einigen Jahren Herausgeber der Deutsch-Polnischen Juristen-Zeitschrift (DPJZ). Diese Zeitschrift ist die erste und einzige Zeitschrift, die sich mit Schwerpunkten aus dem deutsch-polnischen Rechtsverkehr befasst und in deutscher wie auch in polnischer Sprache publiziert wird.

## Vorstand
Der Vorstand setzt sich z. Z. aus fünf Mitgliedern wie folgt zusammen:
- Vorsitzender: Ewa Tuora-Schwierskott
- Erster Stellvertreter: Agnieszka Malicka
- Zweiter Stellvertreter: Peter Diedrich
- Erster Beisitzer: Julita Gold
- Zweiter Beisitzer: Sascha Asfandiar

## Kuratorium
Das Kuratorium setzt sich wie folgt zusammen:
- Jutta Limbach
- Andrzej Zoll (2000–2006 Beauftragter für Bürgerrechte)
- Mirosław Wyrzykowski
- Hanna Suchocka
- Herta Däubler-Gmelin
- Marcus Lutter
- adw. Ryszard Kalisz